# 格利博克 (烏日霍羅德區)
48°32′49″N 22°25′7″E / 48.54694°N 22.41861°E
格利博克（烏克蘭語：Глибоке），是烏克蘭的村落，位於該國西部外喀爾巴阡州，由烏日霍羅德區負責管轄，面積0.83平方公里，2001年人口577，人口密度每平方公里695.18人。